# Celsa
Celsa o Colonia Celsa es el nombre de una colonia de ciudadanos romanos fundada en el término municipal de la actual Velilla de Ebro por Marco Emilio Lépido hacia el año 44 a. C. y que fue abandonada poco después del 70 d. C., probablemente debido al auge de Caesaraugusta.
Fue declarada Monumento histórico-artístico perteneciente al Tesoro Artístico Nacional mediante decreto de 3 de junio de 1931 con el nombre de «Ruinas romanas en Velilla de Ebro». Actualmente, está considerada como bien de interés cultural.

## Historia

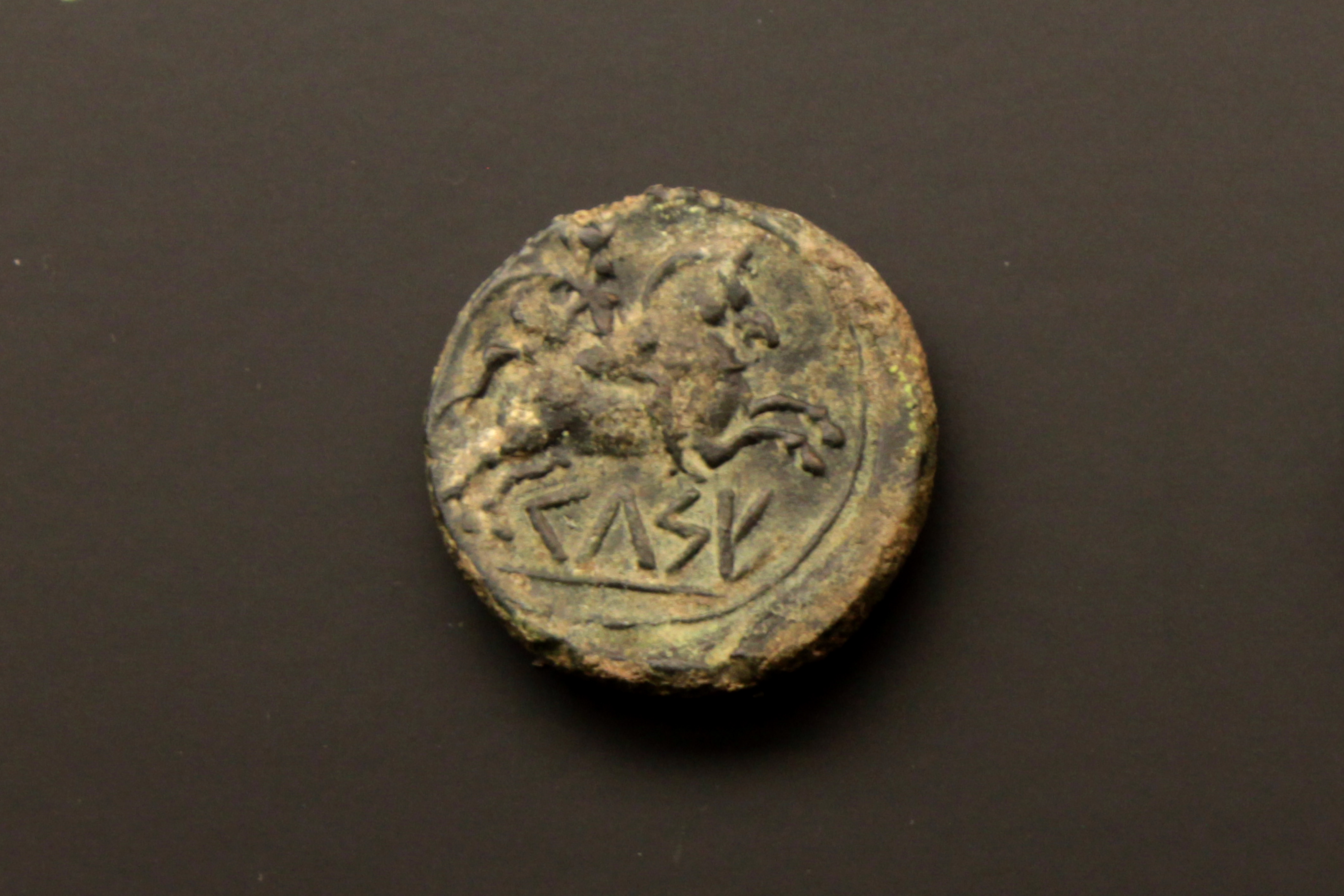
Moneda de bronce acuñada en Kelse en el, que muestra el nombre de la ciudad en lengua ibera.

Celsa es la primera fundación en el valle del Ebro de una colonia inmune de ciudadanos libres romanos. Fue fundada con el nombre de Colonia Victrix Iulia Lepida en honor a Lépido, su fundador, pero en el año 36 a. C. cayó en desgracia, y la ciudad romana cambió su nombre por el de Colonia Iulia Victrix Celsa, latinizando el nombre de la probable antigua ciudad ibérica sobre la que se emplazó, Celse (pronunciado ‘kelse’) o Kelse (en escritura íbera ). Era esta una importante ciudad ilergete o bien sedetana que acuñó moneda ibérica de plata, siendo la única ceca ibérica sedetana que emitió monedas de este metal.
En la actualidad es un importante yacimiento arqueológico dependiente del Museo de Zaragoza, que posee en este enclave una de sus secciones. Se extiende por una superficie de aproximadamente cuarenta hectáreas junto al río Ebro.
Presenta un conjunto de terrazas urbanizadas y el muelle de un puerto fluvial, además de una necrópolis, una panadería y varias casas y villas de importancia, como la «Casa de los delfines» (o ínsula I) —con pavimento de mosaico de tipo opus signinum (teselas embutidas en mortero), atrio y triclinio—, o la ínsula VII, que comprende la llamada «Casa de Hércules», la del «emblema blanco y negro» y la de «la tortuga».
Entre sus hallazgos de bienes arqueológicos muebles, destaca la presencia de kalathoi (recipientes cerámicos en forma de sombreros de copa), de factura ibérica o celtíbera, si bien no se puede asegurar definitivamente que perteneciesen a la Kelse ibérica o fueran el producto de los intercambios comerciales de la ciudad romana con los pueblos indígenas de su entorno. También aparecen cerámicas itálicas, como vasijas de estilo campaniense, lucernas o ánforas.
También se conservan restos de pintura que decoraban las paredes de algunas de las estancias mayores con pinturas del III estilo romano, en que aparecen cisnes, grecas florales, nereidas o tritones. En la «Casa de Hércules» se representan frescos con episodios de sus trabajos, de II estilo pompeyano (el León de Nemea, la Cierva de Cerinia, los Pájaros del Estínfalo...) y un retrato del propio héroe.